# Ex Casa della GIL (Potenza)
L'edificio della ex Casa della GIL, noto anche come Palazzo ex GIL o in passato come Casa del Balilla è un palazzo storico di Potenza, ubicato nel centro storico in via Francesco Crispi.

## Storia
L'opera in questione fu il primo edificio in stile razionalista realizzato a Potenza su commissione dell'Opera nazionale balilla. Il progetto è del 1933 a firma di Mario Ridolfi coadiuvato dagli ingegneri Mellucci Luigi e Mannajuolo Giuseppe. Ridolfi è considerato uno dei maestri del razionalismo italiano. I lavori di costruzione si conclusero nel 1937 e l'edificio fu inaugurato nel 1938. La destinazione d'uso fu analoga a quella della altre Case del Balilla o Palazzi della Gioventù Italiana del Littorio presenti in Italia durante il regime fascista. Nel dopoguerra l'edificio è passato alla Regione, come avvenuto agli altri immobili della disciolta Gioventù italiana del littorio sul territorio nazionale, subendo nel corso degli anni diverse ristrutturazioni; attualmente ospita alcuni uffici della Regione Basilicata.

## Architettura

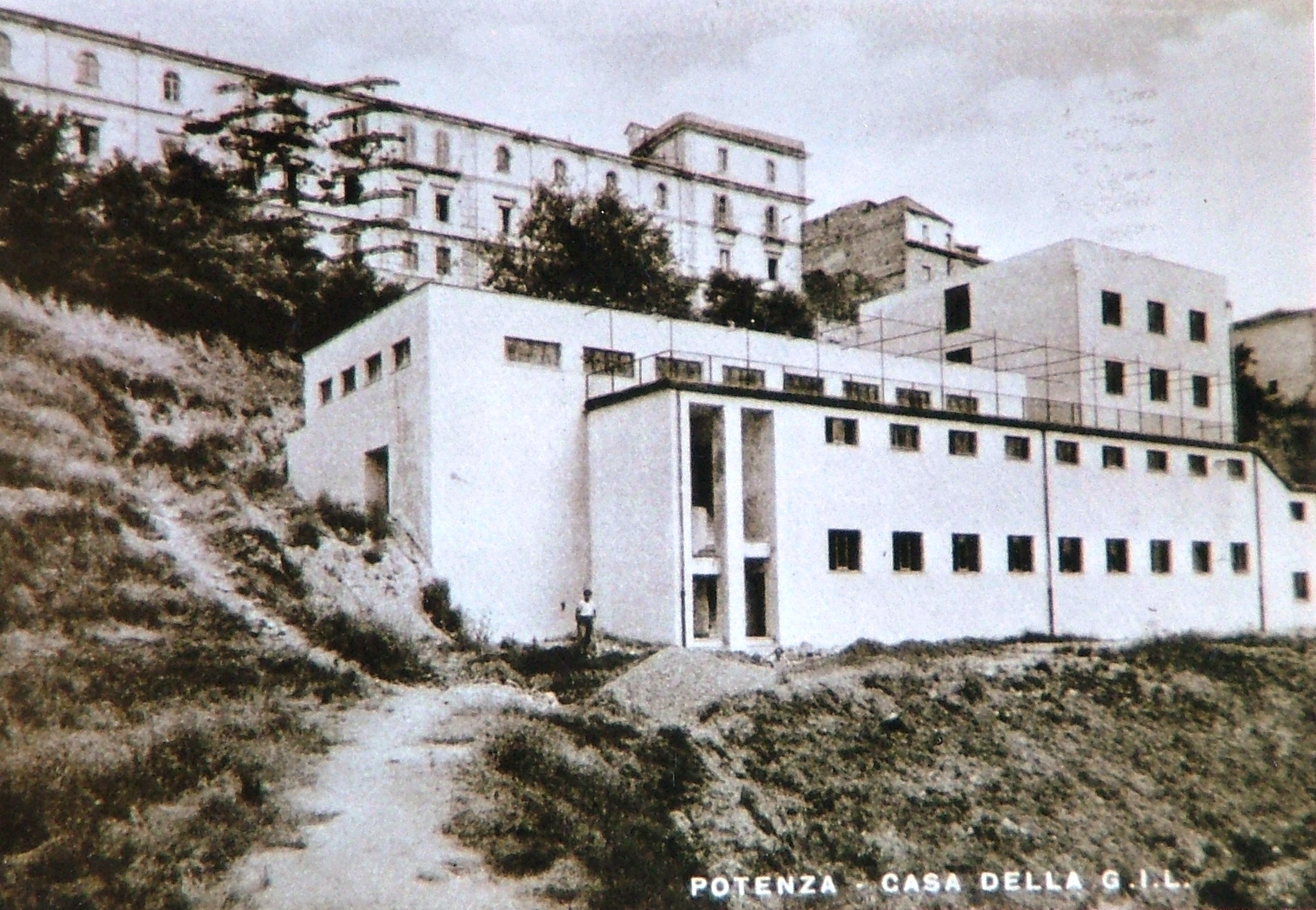
L'edificio nel 1940

La costruzione, disposta a mezza costa in un pendio al di sotto dell'ex monastero di San Luca, fu progettata con l'intento di integrarsi nel tessuto urbano preesistente, sviluppandosi prevalentemente in orizzontale per non intaccare lo skyline della città antica. Realizzata nei pressi delle costruzioni in mattoni di un rione popolare, all'epoca dell'inaugurazione spiccava nel contesto urbano per la linearità delle forme, l'intonaco chiaro usato per l'esterno, il tetto piano volutamente calpestabile. A causa degli interventi effettuati in seguito sulla struttura, sia l'aspetto esterno sia il contesto circostante ne risultano attualmente stravolti: la torre degli uffici è stata coperta da un tetto piramidale originariamente inesistente, la costruzione di nuovi palazzi e la sopraelevazione del piano stradale hanno oscurato in parte sia la base dell'edificio sia la zona circostante e le esili ringhiere sono state sostituite da pesanti inferriate. Inoltre l'intonaco chiaro era stato ad un certo punto coperto da una tinta scura che appesantiva i volumi architettonici, modifica però in seguito eliminata: attualmente l'edificio si presenta con il suo colore originario.